# Твинк
Джон Чарльз Эдвард Олдер (англ. John Charles Edward Alder, также известный как Твинк; род. 29 ноября 1944, Колчестер) — английский барабанщик, актёр, певец и автор песен, центральная фигура в английском психоделической музыки и протопанк-движении.
В 2006 году Олдер принял ислам и сменил имя на Мохаммед Абдулла (англ. Mohammed Abdullah). Однако он продолжает записывать музыку под псевдонимом «Twink».

## Биография

### Ранняя жизнь и карьера
Олдер родился в Колчестере, графство Эссекс, Великобритания. Многие члены его семьи также были музыкантами, включая его бабушку, которая была концертной пианисткой и солисткой.
Олдер интересовался музыкой с юных лет. Его профессиональная карьера началась в 1963 году, когда он играл на барабанах в ритм-н-блюзовой группе Dane Stephens and the Deep Beats из Колчестера. В 1964 году, после года выступлений, группа сменила название на «The Fairies».
Благодаря растущей популярности группы, её участники стали регулярно получать подарки от своих музыкальных фанатов. Олдер, у которого тогда были длинные вьющиеся волосы, регулярно получал флаконы лосьона для химической завивки «Twink». В конце концов, он взял себе сценический псевдоним «Twink».
Позднее Твинк воссоединился с Дейном Стивенсом и Миком Уивером из «The Fairies» для записи двух треков из его альбома 1991 года «Odds & Beginnings».

### «The In-Crowd» и «Tomorrow»
В 1965 году Твинк переехал в Лондон и поселился в районе Челси. После распада группы Fairies в августе 1966 года он присоединился к ритм-н-блюзовой/соул- группе «In-Crowd», предыдущий барабанщик которой покинул группу. Среди других участников «In-Crowd» были Стив Хау (гитара; позже прославился в Yes), вокалист Кит Уэст и басист Джон «Джуниор» Вуд. Несколько месяцев спустя группа решила сменить название на «Tomorrow». Успех сольной записи Уэста «Excerpt from A Teenage Opera» привёл к распаду группы и появлению единственного сингла недолго просуществовавшей группы «Aquarian Age» («Twink» & «Junior»).
В своей книге «Белые велосипеды» Джо Бойд называет выступление «Tomorrow» в клубе UFO в лондонском районе Кэмден (и выступление «Twink» в частности) вершиной поп-культуры 1960-х годов. «Tomorrow» также играли с гитаристом Джими Хендриксом в UFO.
В 1967 году Твинк завершил сессию звукозаписи с группой «Santa Barbara Machine Head». В записи приняли участие два бывших участника бит-группы «The Birds»: Рон Вуд (позже участник «The Creation», The Faces и The Rolling Stones) и Ким Гарднер (позже также участник «The Creation» и Ashton, Gardner & Dyke), а также клавишник Джон Лорд (позже участник Deep Purple).

### «Pretty Things»
Твинк заменил Скипа Алана в группе «The Pretty Things», присоединившись к Филу Мэю, Дику Тейлору, Уолли Аллену и Джону Пови. Он участвовал в создании их классического альбома «SF Sorrow». Он также был участником этой группы, когда она появилась в фильме Нормана Уиздома «Что хорошо для гусыни?». Твинк прославился своим возмутительным поведением, таким как взбирание на колонки и ныряние в зал во время выступления группы на бесплатном концерте под открытым небом в лондонском Гайд-парке. 

### «Think Pink»
Twink записал свой первый сольный альбом «Think Pink» ближе к концу своего пребывания в The Pretty Things. Среди музыкантов, поддерживавших альбом, были предшественники протопанка, «The Deviants», в том числе Мик Фаррен (продюсер альбома), Пол Рудольф (гитара), Дункан «Сэнди» Сандерсон и Стив Перегрин Тук (из «Tyrannosaurus Rex», который внёс вклад в две песни). В альбом также вошли Мэй, Пови, Уоллер и Виктор Юнитт из Pretty Things, Вив Принс (экс-Pretty Things), Джон «The Honk» Лодж («Junior's Eyes», «Quiver»), «Junior» Вуд и загадочная группа «Pink Fairies Motorcycle Club and All-Star Rock and Roll Band». Название «Pink Fairies» произошло от истории менеджера «The Deviants» Джейми Манделькау, который, возможно, не знал о бывшей группе «Twink».

### «Pink Fairies»
Состав Pink Fairies (Mark 1) включал музыкантов Think Pink Твинка, Тука и Фаррена (все трое покинули свои группы) и был назван в честь «Рок-н-ролльного клуба Pink Fairies» — свободной группы музыкантов, в которую входили Тук, Фаррен, The Deviants, Сид Барретт (бывший участник Pink Floyd) и The Pretty Things. Они играли в Лэдброк-Гроув, родине британского андеграунда. Состав Mark 1, включая девушку Твинка Салли «Серебряная Дарлинг» Мельцер на клавишных, отыграл один неудачный концерт в Манчестере и записал сольный альбом Фаррена Mona – The Carnivorous Circus в конце 1969 года, прежде чем распался. Затем Тук, Фаррен, бывший гитарист и басист Entire Sioux Nation (а позже основатель Motörhead) Ларри Уоллис и Тим Тейлор собрали группу, которая впоследствии стала «Shagrat»; Фаррен ушел до того, как были сделаны первые записи, а барабанщик Фил Ленуар присоединился, чтобы завершить состав.
Группа Pink Fairies (Mark 2) была сформирована в начале 1970 года Твинком и бывшими коллегами Мика Фаррена по группе Deviants. Состав «Pink Fairies», состоящий из двух барабанщиков, записал сингл «The Snake / Do It», а затем альбом «Never Never Land», после чего Твинк покинул группу в 1971 году (хотя периодически возвращался). Кавер-версию песни «The Snake» позже записала хард-рок-группа Элджи Уорда «Tank».

### «Stars»
После периода жизни в Марокко, Твинк переехал в Кембридж и работал с «Last Minute Put Together Boogie Band», в которую изначально входили вокалист/гитарист Брюс Майкл Пейн (экс - «Apple Pie» и звезда сан-францисской постановки мюзикла «Волосы») и «The Honk» на бас-гитаре. Он также играл в группе под названием ZZZ с Аланом Ли Шоу и Родом Лэттером, которые позже воссоединились как Rings. Last Minute Put Together Boogie Band, теперь с бывшим басистом «Delivery» Джеком Монком, аккомпанировала американскому блюзовому гитаристу Эдди «Гитаре» Бёрнсу в «King's College Cellar» в январе 1972 года. Жена Джека Дженни Спайрс, старая подруга Твинка и бывшая девушка Сида Барретта (экс Pink Floyd) пошла с Сидом на концерт и взяла с собой его гитару, и даже импровизировала с ними в какой-то момент. На следующий день «Last Minute Put Together Boogie Band» с гостями Фредом Фритом и Сидом Барреттом играли на одной сцене с «Hawkwind» и «The Pink Fairies».
В течение следующих двух дней Твинк сформировал недолговечное трио «Stars» с Барреттом и Монком. Stars отыграли несколько концертов, которые были хорошо приняты публикой. Однако Сид, который был психически неуравновешен, ушёл после прочтения негативной рецензии Роя Холлингворта в «Melody Maker». После распада «Stars» Твинк вернулся в Лондон.

### 1972–1975
С 1972 по 1975 год Твинк периодически выступал с группой «Hawkwind» из Лэдброк-Гроув, в период смены барабанщика группы на его замену Саймона Кинга. Твинк также играл с группой Glider, но не выпустил ни одной записи.

### Воссоединение «Pink Fairies» в 1975 году
В июле 1975 года группа «Pink Fairies» дала концерт воссоединения в клубе «The Roundhouse», в котором приняли участие текущее поколение группы: Рассел Хантер, Дункан Сандерсон и Ларри Уоллис, а также бывшие участники Твинк и Пол Рудольф. Запись концерта была выпущена в виде концертного альбома в 1982 году.

### «The Rings» и панк
В августе 1976 года Twink сформировал группу «Fallen Angels» вместе со Стивом Марриоттом и бывшими участниками группы «Allstars» Грегом Ридли и Микки Финном. По дороге на первый концерт группа попала в автомобильную аварию, в результате которой Twink был госпитализирован, после чего состав распался. Fallen Angels в итоге присоединились к Филу Мэю на сольном альбоме. В начале 1977 года Twink работал вокалистом в группе Rings, выпустив один из первых панк-рок- синглов «I Wanna Be Free», спродюсированный бывшим участником «Sparks» Мартином Гордоном. Другими участниками группы были Алан Ли Шоу и Род Лэттер из группы «The Adverts». После ухода Twink остальные участники «Rings» сформировали группу «Maniacs».
Твинк придумал термин «эйсид-панк» для описания своей музыки и в феврале 1978 года выпустил мини-альбом «Do It '77». В него вошли песни «Psychedelic Punkeroo» (о Сиде Барретте и авторстве, приписываемом «A. Syd») и «Enter The Diamonds». Обе песни были записаны группой, в которую входили Твинк (ударные/вокал), Кид Роджерс (из группы «Kid Rogers and the Henchmen»; гитара/вокал), Фингерс Фолкнер (клавишные) и Крис Чесни (соло-гитара). По словам Твинка, «это был проект Psychedelic Punkaroo, но «Chiswick Records» не понравился трек, и я записал „Do It“ с группой «Lightning Raiders», что им больше понравилось». По словам Дункана «Danger Sun» Сандерсона (бас-гитарист, «Lightning Raiders» и экс «Pink Fairies»), «Однажды утром Твинк пришёл ко мне домой и потащил меня в студию, пока я ещё спал, а Литтл Джон Ходж (соло-гитарист, «Lightning Raiders») просто пришёл, чтобы принести гитару. Твинк заставил нас сыграть «Do It», и мы это сделали. Кид и Джон даже не слышали эту зажигательную песню раньше. В конце он вскочил и крикнул: «Вот и всё, спасибо, ребята!» Мы даже не знали, что это записывается!» Твинк ответил, что «Второй дубль «Do It» был противоречием». EP был приписан Twink and the Fairies.
Затем Твинк переехал в Бельгию, где играл на ударных во время записи альбома «Victims of Time» британского панк-рокера Элтона Мотелло (1978, Pinball).

### 1980-е годы
После долгого периода бездействия в 1986 году Твинк выпустил сольный сингл под названием «Apocalipstic», который положил начало его новому одноименному лейблу и серии новых сольных релизов вплоть до начала 1990-х годов.
В 1987 году он воссоединился с «Pink Fairies» для записи альбома-реюниона. Во время последующего тура «Pink Fairies» Твинк познакомился с участниками группы «Plasticland», что привело к созданию альбома «You Need a Fairy Godmother», выпущенного в 1989 году на лейбле «Midnight Records». В 1988 году он также присоединился к недолгому составу «Magic Muscle» для тура и записи концертного альбома, а в 1990 году выпустил совместный альбом с «The Bevis Frond».

### 1990-е годы
В 1990 году Твинк выпустил свой второй сольный альбом Mr. Rainbow с Робби Гладуэллом на гитаре и Энди Даудингом на барабанах. Позже в том же десятилетии он сотрудничал с основателем «Hawkwind» Ником Тёрнером в группе «PinkWind», писав о полулегендарных джем-сейшнах Hawkwind/Pink Fairies начала 1970-х годов. Тёрнер привёз «Wind», а Твинк – «Pink». «PinkWind» выпустили два альбома (один из которых приписан «HawkFairies»). В некоторых составах также участвовали Трев Томс из «Inner City Unit» и группа «Steve Took's Horns».
Альбом «Out of the Pink into the Blues» группы «Mouse & Twink: Fairies» вышел около 1996 года и «был записан в студии «Pink Bridge» с середины 70-х до 80-х годов» Твинком и П. «Маусом» Працовиком (Питер Працовник из «Astralasia»), в состав которого входили гитаристы, Эндрю Доран (вокал), Мэтью Бейли (бас-гитара) и Крис Пинкертон (ударные).
Лейбл Get Back выпустил несколько архивных сборников эпохи «Pink Fairies». Затем лейбл Твинка выпустил два альбома «Pink Fairies», записанных Твинком и Полом Рудольфом в 1996/1997 годах.

### 2000 – настоящее время
В начале 2000-х годов Твинк провел некоторое время в Лос-Анджелесе, прежде чем обосноваться в Марракеше, Марокко.
В 2013 году «Think Pink» переиздали на лейбле «Sunbeam» на CD, виниле и в цифровом формате. Это предшествовало новому релизу под названием «You Reached for the Stars». В него также вошла совместная работа с итальянской группой «Technicolour Dream» с приглашенным гитаристом Брайаном Годдингом из «Blossom Toes». Альбом был записан в Риме и сведён в студии «Эбби-Роуд» звукорежиссёром Питером Мью, который также работал над записями «Pretty Things» и «Tomorrow» в 1960-х годах. В 2014 году Twink начали записывать новый альбом «Think Pink II» с похожей концепцией записи, с таким же количеством приглашенных музыкантов, как и на оригинале. Альбом был закончен в 2015 году и выпущен в августе того же года.
Весной 2018 года под названием «Star Sponge Vision» Твинк и Джон Пови выпустили концептуальный альбом музыки, вдохновлённый поэзией Алистера Кроули, под названием «Кроули и я».

## Актерская карьера
Twink появился в фильме 1960-х годов «Smashing Time» вместе с другими участниками «Tomorrow» в роли вымышленной группы «Snarks». «Tomorrow» также должен был появиться в фильме «Фотоувеличение» и даже записал заглавную песню для фильма, но в конечном итоге был заменён группой «The Yardbirds». Аналогичным образом, Twink появился с группой «Pretty Things» под псевдонимом «Electric Banana» в фильме «Что хорошо для гусыни?».
В конце 1980-х годов Твинк также работал актёром, появляясь в нескольких британских телесериалах, в том числе:
- «Алло, алло!» британский ситком BBC1.
- «Дэвид Копперфилд» — десятисерийная экранизация одноимённого романа Чарльза Диккенса.
- Сериал «Chocky's Challenge» снят по научно-фантастическому роману Джона Уиндема «Chocky». Три сезона сериала «Chocky» были выпущены компанией «Thames Television».
- Лавджой , сериал BBC

## Дискография

### Студийные альбомы
- Think Pink (Polydor Records/Sire Records; LP; 1970)[19]
- Mr. Rainbow (Twink Records; CD/LP; 1990)[20]
- Magic Eye (Woronzow; LP; 1990) (с the Bevis Frond)
- You Reached for the Stars (Sunbeam Records; CD/LP; 2013) (с Technicolour Dream)
- Think Pink II (Sunbeam Records; CD; 2015)
- Think Pink III (VE Recordings; CD/LP; 2018)
- Sympathy for the Beast: Songs from the Poems of Aleister Crowley (Sunbeam Records; CD/LP; 2019) (с Technicolour Dream)
- Think Pink IV: Return to Deep Space (Noiseagonymayhem Records; CD/LP; 2019) (с Moths & Locusts and Heavy Friends)

### Концертные альбомы
- You Need a Fairy Godmother (Midnight Records; LP; 1989) (с Plasticland)
- Out of the Pink and Into the Blues (HTD Records; CD; 1995) (с Peter Pracownik как Mouse & Twink: Fairies)

### Другие сольные альбомы
- Odds and Beginnings (Twink Records; LP; 1991) (primarily archival recordings, including outtakes and interviews. Featuring former Fairies colleagues Dane Stephens and Mick Weaver)
- From the Vaults (a.k.a. Odds & Beginnings Volume 2) (Get Back; LP; 1999) (primarily archival recordings. Includes some Pink Fairies tracks)
- The Lost Experimental Recordings 1970 (Get Back; CD/LP; 1999) (archival recordings)
- The Never Never Land and Think Pink Demos (Get Back; CD/LP; 2000) (archival recordings)
- Sound of Silk: Demos and Rarities (Twink Pink 50th; CD; 2017) (archival recordings)
- Psychedelic Electrician: 1969 Synthesizer Recordings (Think Pink 50th; CD; 2018) (archival recordings)

### EP и синглы
- Do It '77 (Chiswick Records; 12" EP; 1978) (как Twink and The Fairies)
- "Apocalipstic" / "He's Crying" (Twink Records; 7" single; 1986) (с Elton Motello)
- Space Lover (Twink Records; 12" EP; 1986) (как Twink and The Fairies)
- "Driving My Car" / "Wargirl" (Twink Records; 7" single; 1987)
- "Psychedelic Punkeroo" / "Seize the Time" (Twink Records; 7" single; 1990)
- "Brand New Morning" / "Dreams Turn Into Rainbows" (Gare De Nord Records; 7" single; 2019)
- "10,000 Words in a Cardboard Box" / "Geraldine" (Misty Lane Records; 7" single; 2019) (split с Zion De Gallier, recorded 1999)

### c The Fairies
- "Don't Think Twice It's Alright" / "Anytime at All" (Decca Records; 7" single; 1964)
- "Get Yourself Home" / "I'll Dance" (His Master's Voice; 7" single; 1964)
- "Don't Mind" / "Baby Don't" (His Master's Voice; 7" single; 1965)
- Get Yourself Home (The Early Years) (Think Pink 50th; CD; 2018) (archival recordings)

### с Santa Barbara Machine Head
- Blues Anytime Vol. 3 (Immediate Records; LP; 1968)

### c «Tomorrow»
- "My White Bicycle" / "Claramount Lake" (Parlophone Records; 7" single; 1967)
- Tomorrow (Parlophone Records/Sire Records; LP; 1968)
- 50 Minute Technicolor Dream (RPM Records; CD; 1998)

### c «Pretty Things»
- S.F. Sorrow (Columbia Records/Rare Earth Records; LP; 1968)
- The Pretty Things/Philippe DeBarge (Ugly Things Records; LP/CD; 2009) (recorded 1969)

### c «Aquarian Age»
- "10,000 Words in a Cardboard Box" / "Good Wizard Meets Naughty Wizard" (Parlophone Records; 7" single; 1968)

### с «Pink Fairies»
- "The Snake" / "Do It" (Polydor Records; 7" single; 1971)
- Never Never Land (Polydor Records; LP; 1971)
- Live at the Roundhouse 1975 (Big Beat; LP; 1982)
- Kill 'Em and Eat 'Em (Demon Records; LP/CD; 1987)
- Pleasure Island (Twink Records; CD; 1996)
- No Picture (Twink Records; CD; 1997)
- The Golden Years: 1969-1971 (Cleopatra Records; CD; 1998)
- Mescaline and Mandies Round at Uncle Harry's (NMC; CD; 1998)
- Do It! (Total Energy; CD; 1999)
- Chinese Cowboys: Live 1987 (Captain Trip Records; LP; 2005)

### с Rings
- "I Wanna Be Free" / "Automobile" (Chiswick Records; 7" single; 1977)
- The Rings (NDN Records; 10" EP; 2017) (archival recordings)

### Другие совместные альбомы
- Mona – The Carnivorous Circus (Transatlantic Records; LP; 1970) (с Mick Farren)
- One Hundred Miles Below (Big One Guitar; LP; 1989) (с Magic Muscle)
- Crowley and Me (Mega Dodo; LP; 2018) (с Star Sponge Vision)